# Josef Štěpánek Netolický
Josef Štěpánek Netolický (auch Štěpan Netolický; * um 1460; † 1538) war ein böhmischer Teichbaumeister.

## Leben
Er stammte aus einer unfreien Familie in Netolice und war zunächst Jäger in Diensten des südböhmischen Adligen Wok II. von Rosenberg. 
Ab den 1490er Jahren setzte ihn Wok von Rosenberg als Gehilfen beim Bau der ausgedehnten Teiche um die Stadt Lomnice nad Lužnicí und Třeboň ein. In dieser Zeit entstanden die Teiche Koclířov (1491–1495), Velký Tisý (1502–1505) und Ruda (1495). 
Nach dem Tod des Wok II. von Rosenberg wurde Štěpánek 1505 oberster „Fischmeister“ auf den Gütern der Rosenberg. Er entwickelte und realisierte Pläne für den Bau der Teiche Opatovický rybník (1510–1514), Horusický rybník (1511–1512) und Kaňov (1515) sowie die Vergrößerung des Záblatský rybník (1509). Insgesamt war er für den Bau von neun großen und 37 kleinen Teichen verantwortlich. 

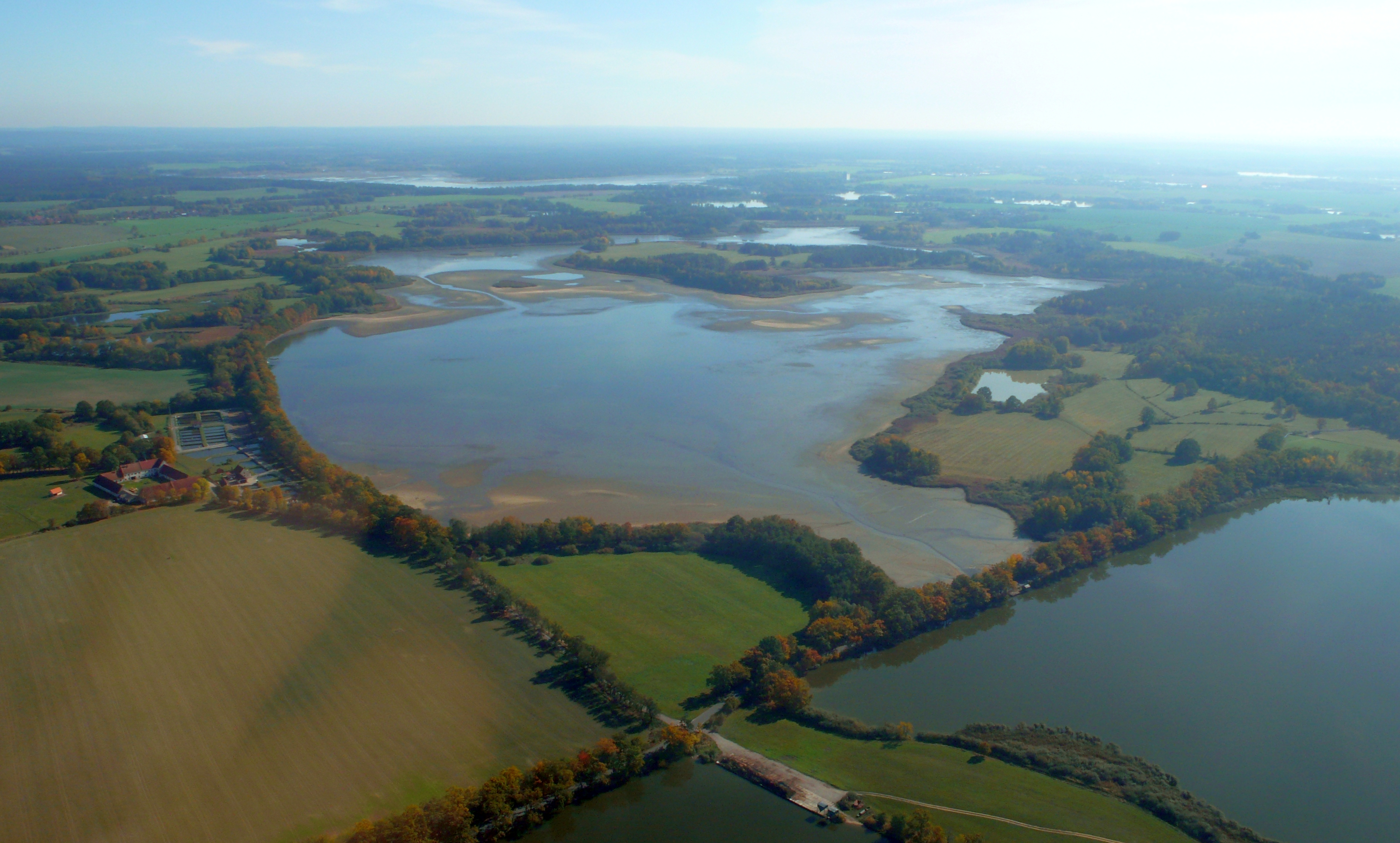
Die von Štěpánek Netolický angelegten Teiche Koclířov (unten rechts) und Velký Tisý

Štěpáneks bekanntestes Werk ist der künstliche Wasserlauf Zlatá stoka (Goldener Kanal), der alle Fischteiche des Wittingauer Beckens miteinander verbindet und mit Frischwasser versorgt. Seine Bauzeit erstreckte sich von 1505 bis 1520. Im Jahr 1519 entließen Woks Nachkommen ihren Teichbaumeister aus der Leibeigenschaft. Štěpáneks Ruf war weit verbreitet: 1528 erbat der Salzburger Erzbischof Matthäus Lang von Wellenburg die Dienste Štěpáneks beim Teichbau in der dortigen Gegend. Ob dieser Bitte entsprochen wurde, ist aber nicht bekannt. Auch in Klagenfurt soll er gewirkt haben.
Štěpánek Netolický entwarf und baute auch Bürgerhäuser in Třeboň und war am Bau der dortigen Stadtbefestigung beteiligt. Die von ihm entworfenen Teiche sind sehr ausgedehnt und flach und sorgen so durch ausreichenden Lichteinfall für gute Wachstumsbedingungen. Dazu zeichnen sie sich durch ein hervorragendes Bewässerungssystem aus, das auch heute noch den Ansprüchen der Teichwirtschaft genügt. Der Rosenberger Teichbaumeister Jakob Krčín von Jelčany (1535–1604) knüpfte an das Werk Štěpáneks an.